# Cercestis ivorensis
Cercestis ivorensis är en kallaväxtart som beskrevs av Auguste Jean Baptiste Chevalier. Cercestis ivorensis ingår i släktet Cercestis och familjen kallaväxter. Inga underarter finns listade.